# Hermann Vogel (Maler, 1854)

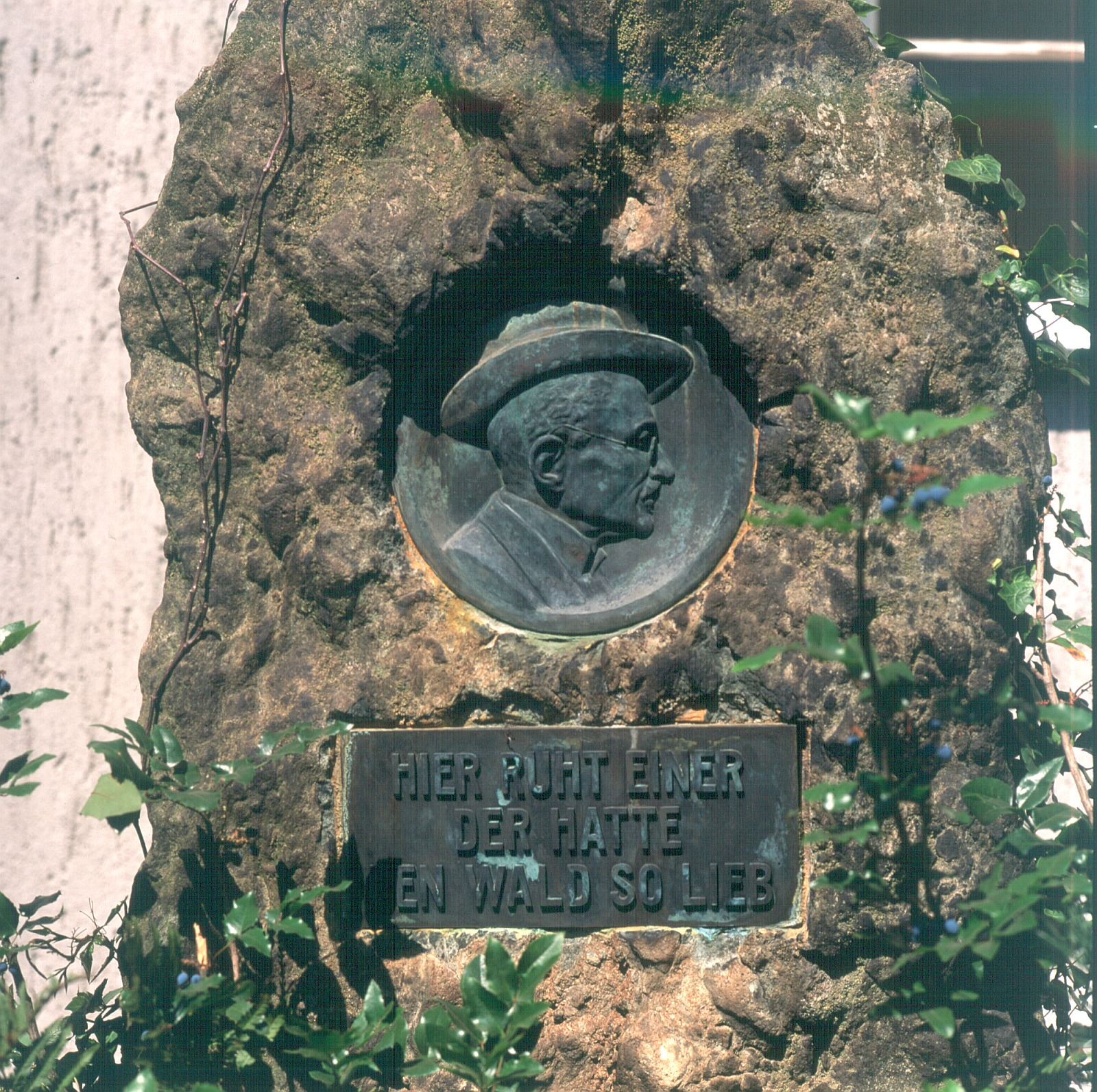
Grabstätte Hermann Vogel in Krebes

Hermann Vogel, Künstlername Hermann Vogel-Plauen, (* 16. Oktober 1854 in Plauen, Vogtland; † 22. Februar 1921 in Krebes, Vogtland) war ein deutscher Maler und Illustrator.

## Leben und Wirken

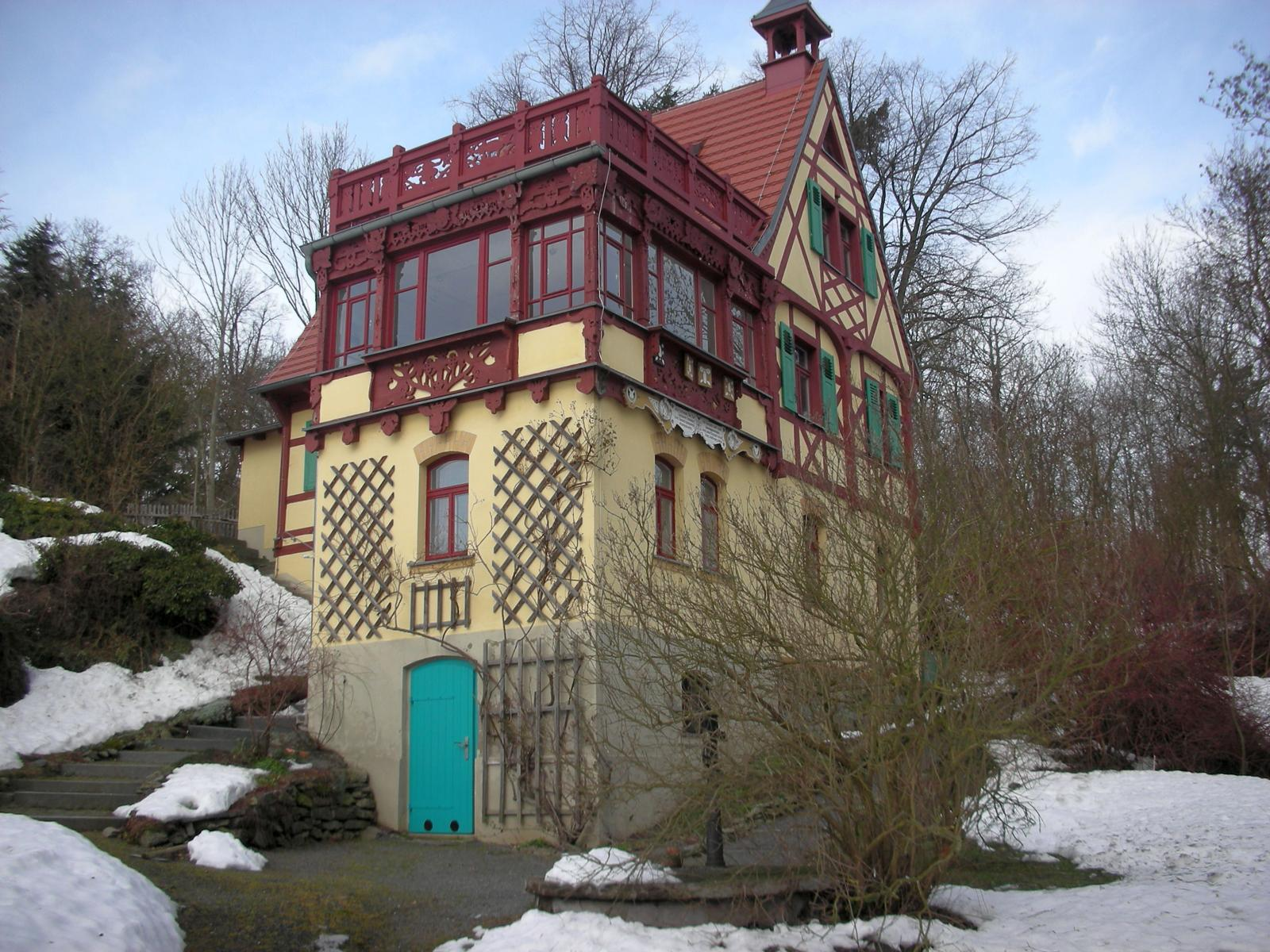
Wohnhaus in Krebes

Vogel wurde 1854 als Sohn eines Maurermeisters geboren und studierte 1874/1875 an der Dresdner Kunstakademie bei Ludwig Richter. 1877/1878 hielt er sich in Italien auf und war Gründungsmitglied der Deutschen Künstlergesellschaft in Rom. Danach lebte er in Dresden bzw. Loschwitz.
Er arbeitete für den Verlag Braun & Schneider, zeichnete außerdem Beiträge für die Deutsche Jugend von Julius Lohmeyer und regelmäßig für die Zeitschrift Fliegende Blätter. Seine frühe Anlehnung an die Nazarener weicht später einer allgemeinen spätromantischen Auffassung. Neben Ludwig Richter beeinflusste Moritz von Schwind Vogels Arbeiten. Auch Carl Spitzweg diente als Vorbild.
Illustrationen von ihm erschienen unter anderem 1881 in den Auserwählten Märchen von Hans Christian Andersen, 1887 in den Volksmärchen der Deutschen von Johann Karl August Musäus und 1891 in Die Nibelungen von Gustav Schalk. Zudem erschien 1896 bis 1899 das Hermann-Vogel-Album in zunächst zwei Bänden. Band 3 (Bilder- und Geschichtenbuch) und Band 4 (Altes und Neues von Hermann Vogel) erschienen 1903 und 1908. Die Leipziger Illustrierte Die Gartenlaube druckte mehrere seiner Werke. Auch ist Hermann Vogel der eigentliche Schöpfer des Vaillant-Hasen. 1899 erhielt er auf der Großen Berliner Kunstausstellung eine kleine Goldmedaille.
Hermann Vogel wohnte zuletzt auf seinem Landsitz in Krebes und wurde dort auch begraben.

## Galerie

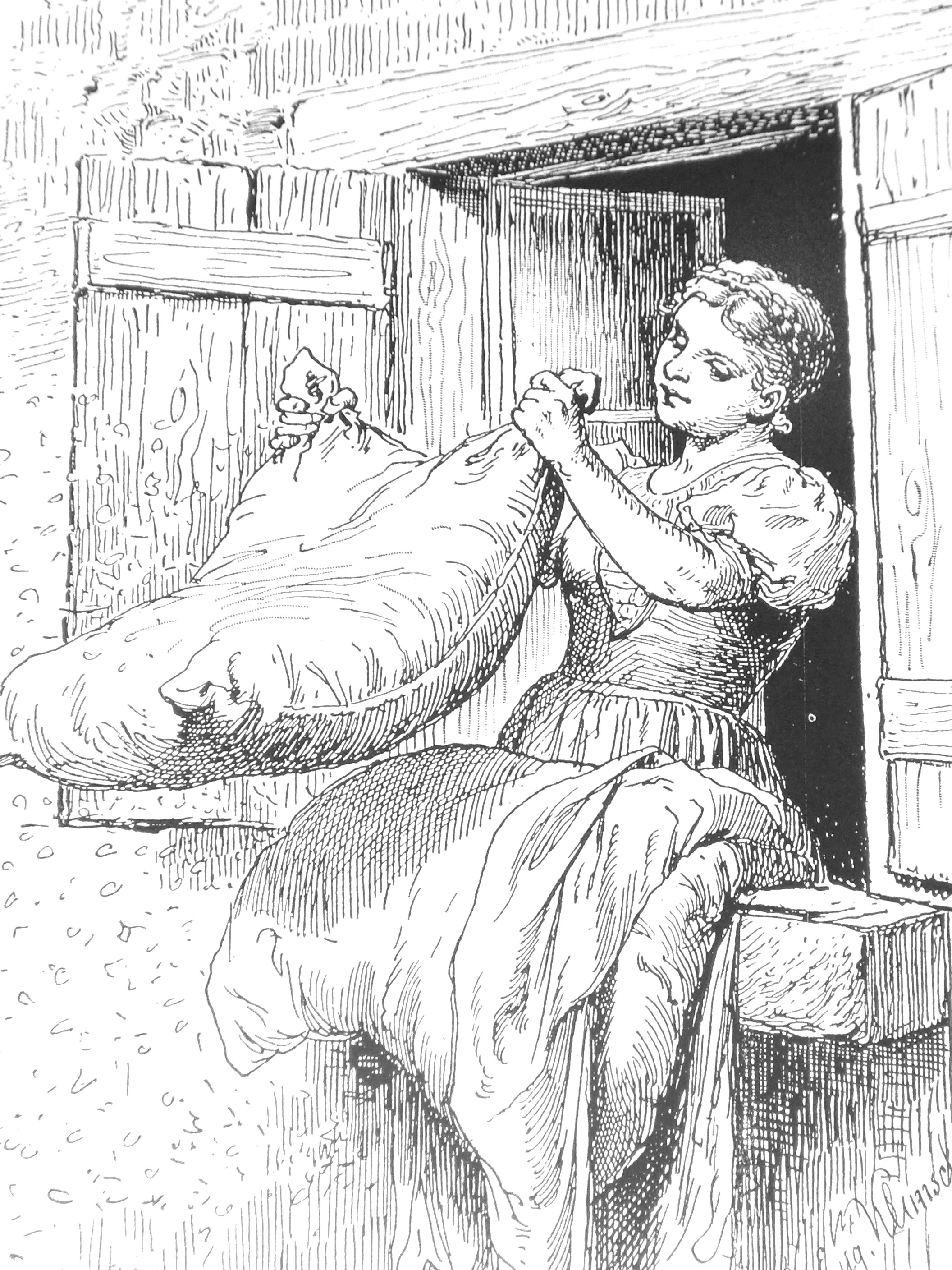
Illustration zum Märchen Frau Holle
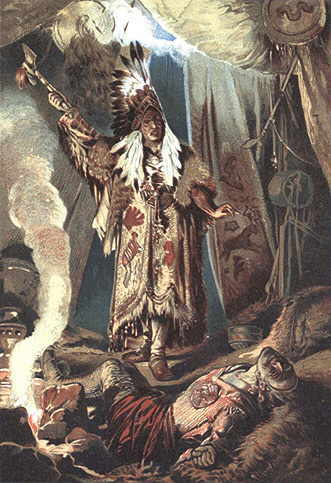
Illustration (1883) zu Die Gefahren der Wildnis von Robert Montgomery Bird
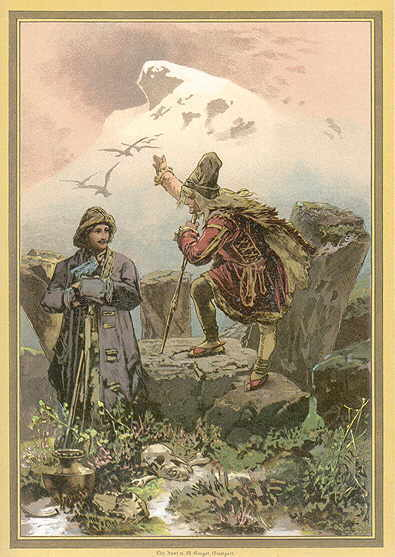
Illustration (1884) zu Afraja von Theodor Mügge
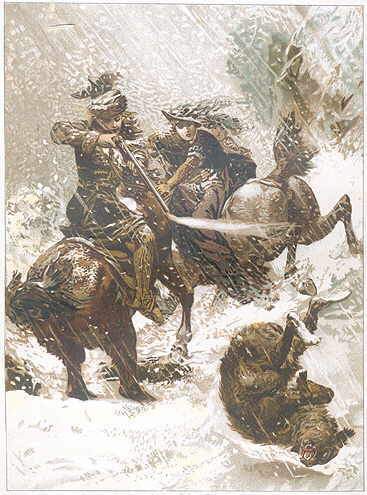
Illustration (1884) zu Erich Randal von Theodor Mügge